# Seehorn (Berchtesgadener Alpen)
Das Seehorn ist ein 2321 m ü. A. hoher Gipfel in den Berchtesgadener Alpen, im Pinzgau unweit der Grenze Salzburg–Bayern.

## Lage
Das Seehorn liegt am östlichen Ende des Weißbachtals und nördlich des Dießbachtals bei Lofer. Unterhalb liegen im Westen der Seehornsee und Dießbach-Stausee. Am Grat zwischen den beiden Tälern westlich des Seehorns befindet sich die Kallbrunnalm, eine der größten Almen der Berchtesgadener Alpen.
Nördlich erhebt sich der Hochkalter, nordöstlich der Watzmann, östlich der Große Hundstod, nordwestlich die Hocheisspitze.
Direkt nördlich, nach dem Hochwiessattel (ca. 2040 m), liegen die Palfelhörner (Großes 2222 m, Kleines 2073 m). Die drei Berge bilden zwischen Wimbachscharte (2004 m) und Kühleitenschneid (minimal um 2020 m) eine Kleingruppe. Diese wird bayrischerseits zur Südlichen Wimbachkette des Hochkaltergebirges gerechnet, österreichischerseits üblicherweise zum Steinernen Meer.

## Zustiege
Das Seehorn ist ein beliebter Wanderberg, auch eine sehr bekannte Skitour führt auf seinen Gipfel. Es ist vom Wiesbachtal und der Kallbrunnalm von Weißbach erreichbar, ebenso vom Dießbachsee dorthin oder über die Hochwies und den Hochwiessattel, wie auch dort vom Ingolstädter Haus, also auf markiertem Weg leicht zu überschreiten. Von Norden führt der markierte Weg vom Wimbachtal (Wimbachgrieshütte) über den Loferer Seilergraben am Palfelhorn-Westfuß zum Hochwiessattel.

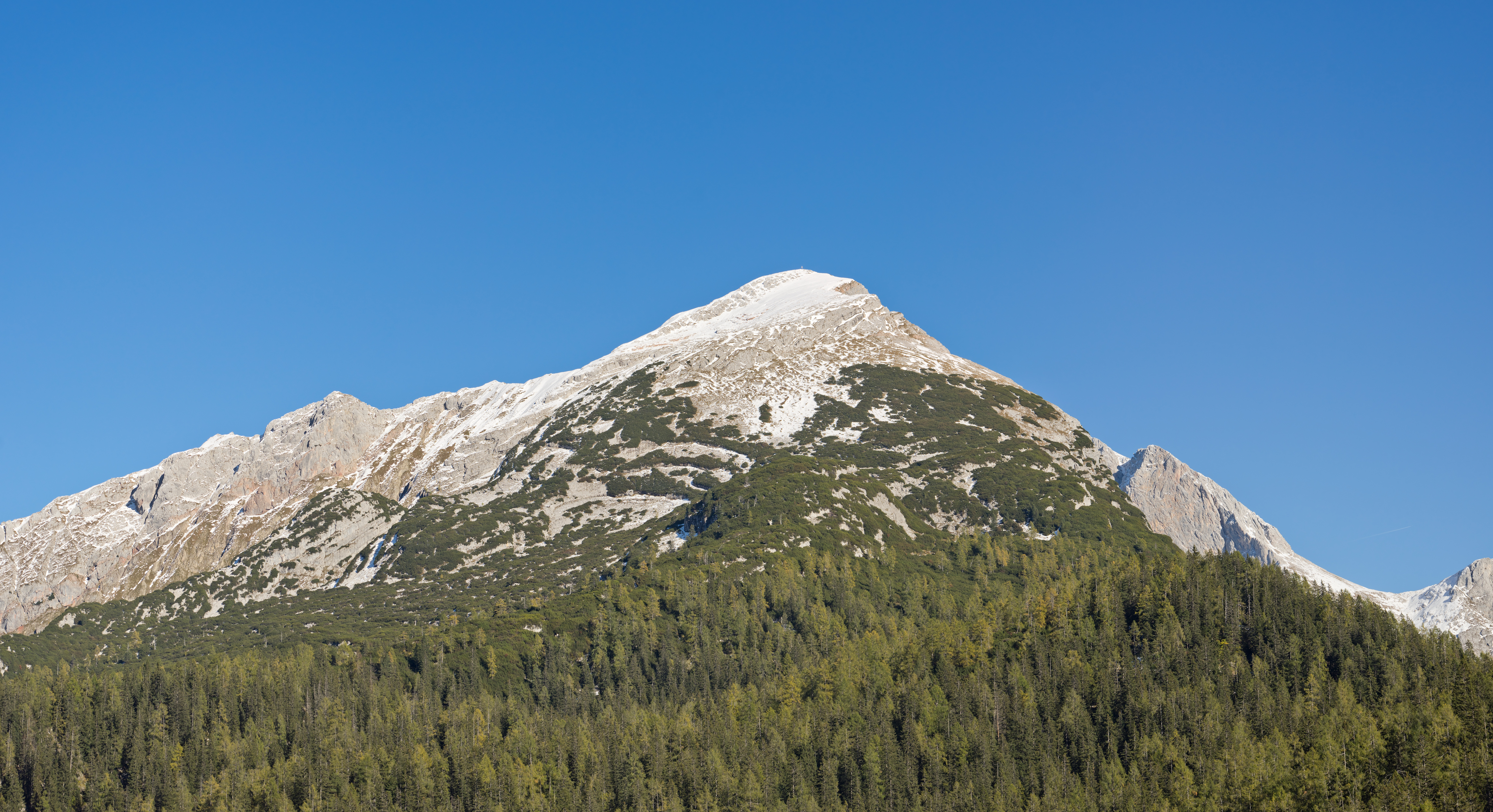
Westseite des Seehorns, über die der Normalweg von der Kallbrunnalm verläuft
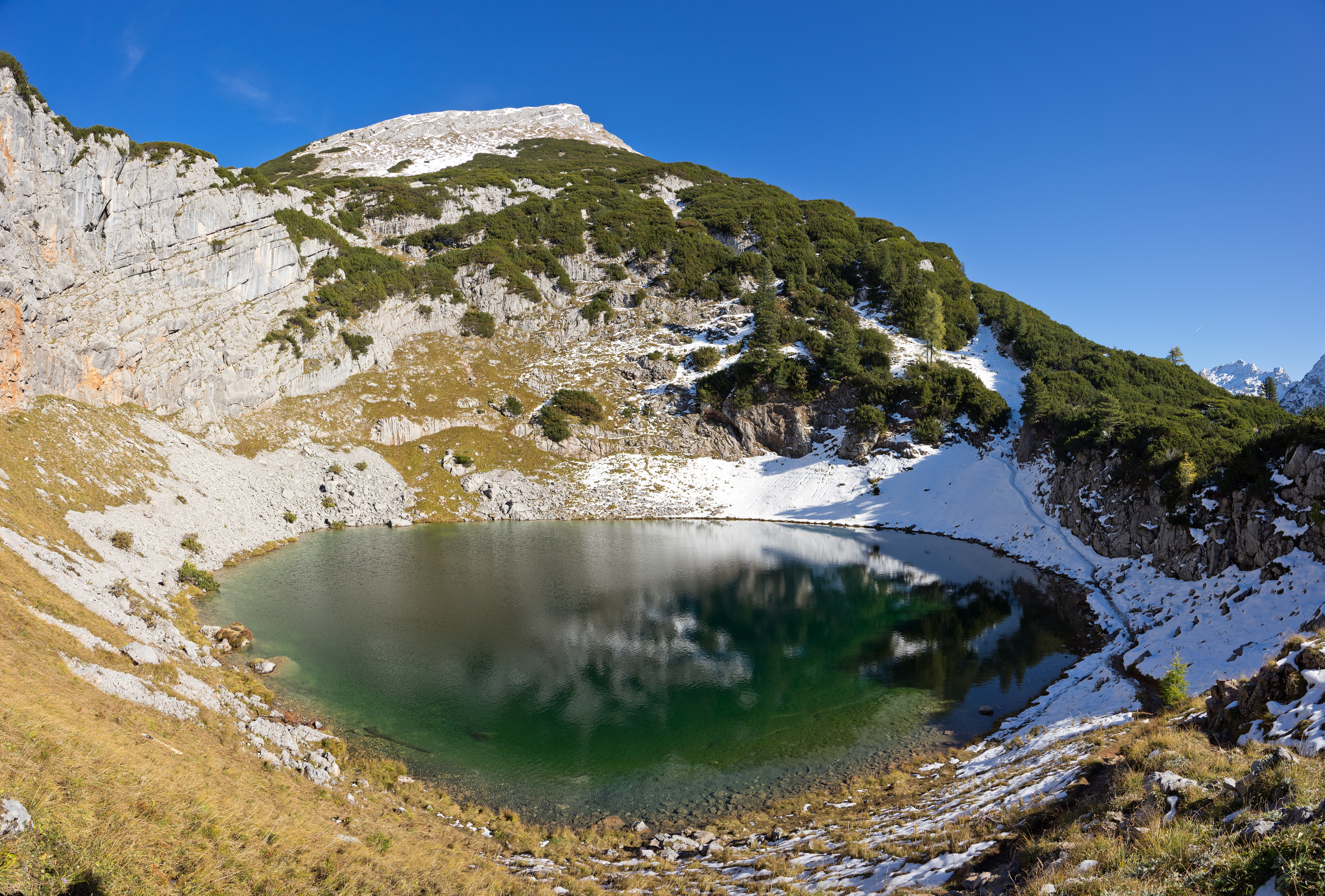
Seehornsee, Rechts der Zustieg über die Westseite zum Gipfel

## Umgebung und Aussichtsmöglichkeiten

Richtung Norden zum Hochkaltergebirge
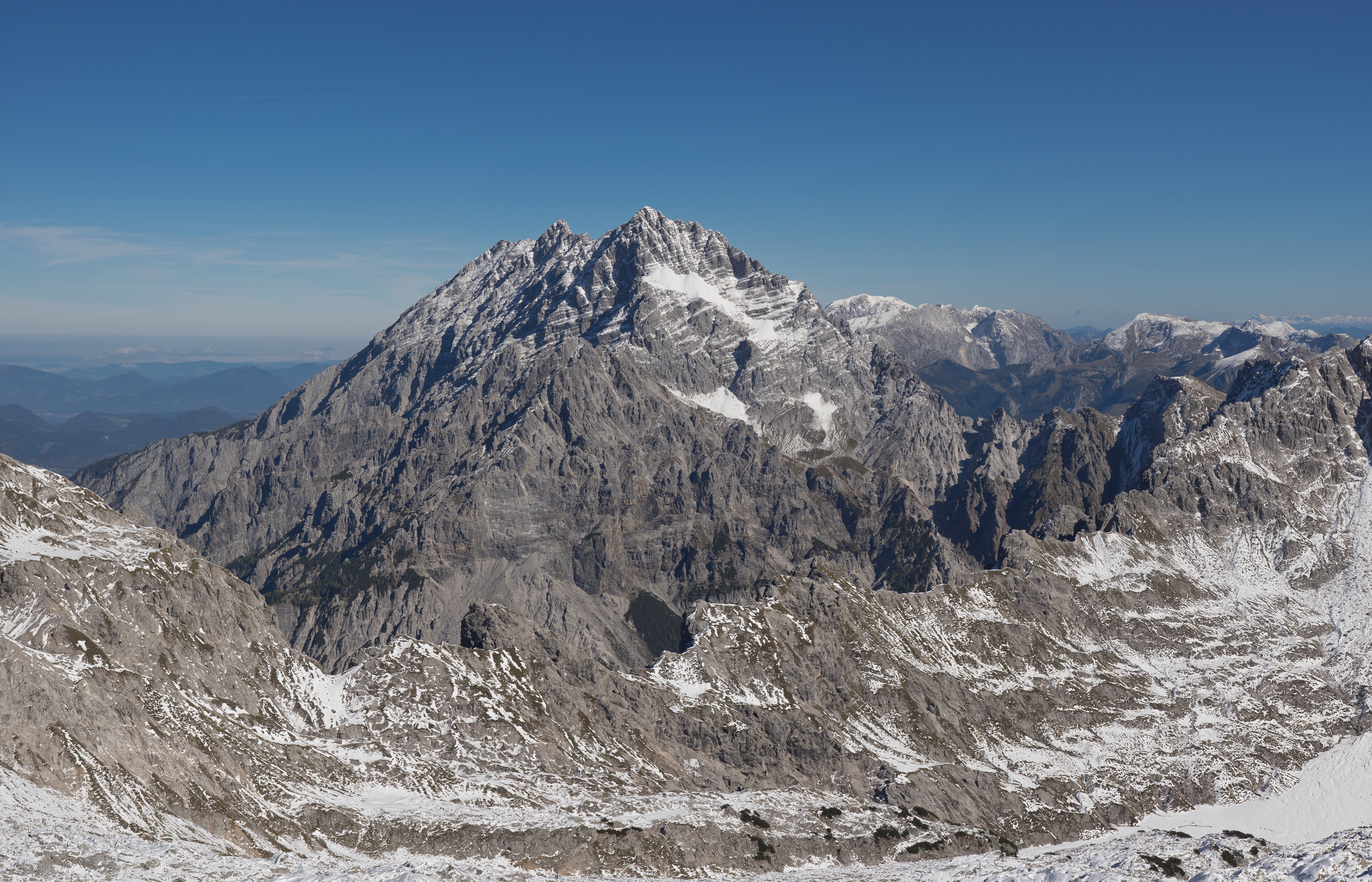
Richtung Nordosten zum Watzmann
Richtung Osten ins Steinerne Meer mit dem Großen Hundstod
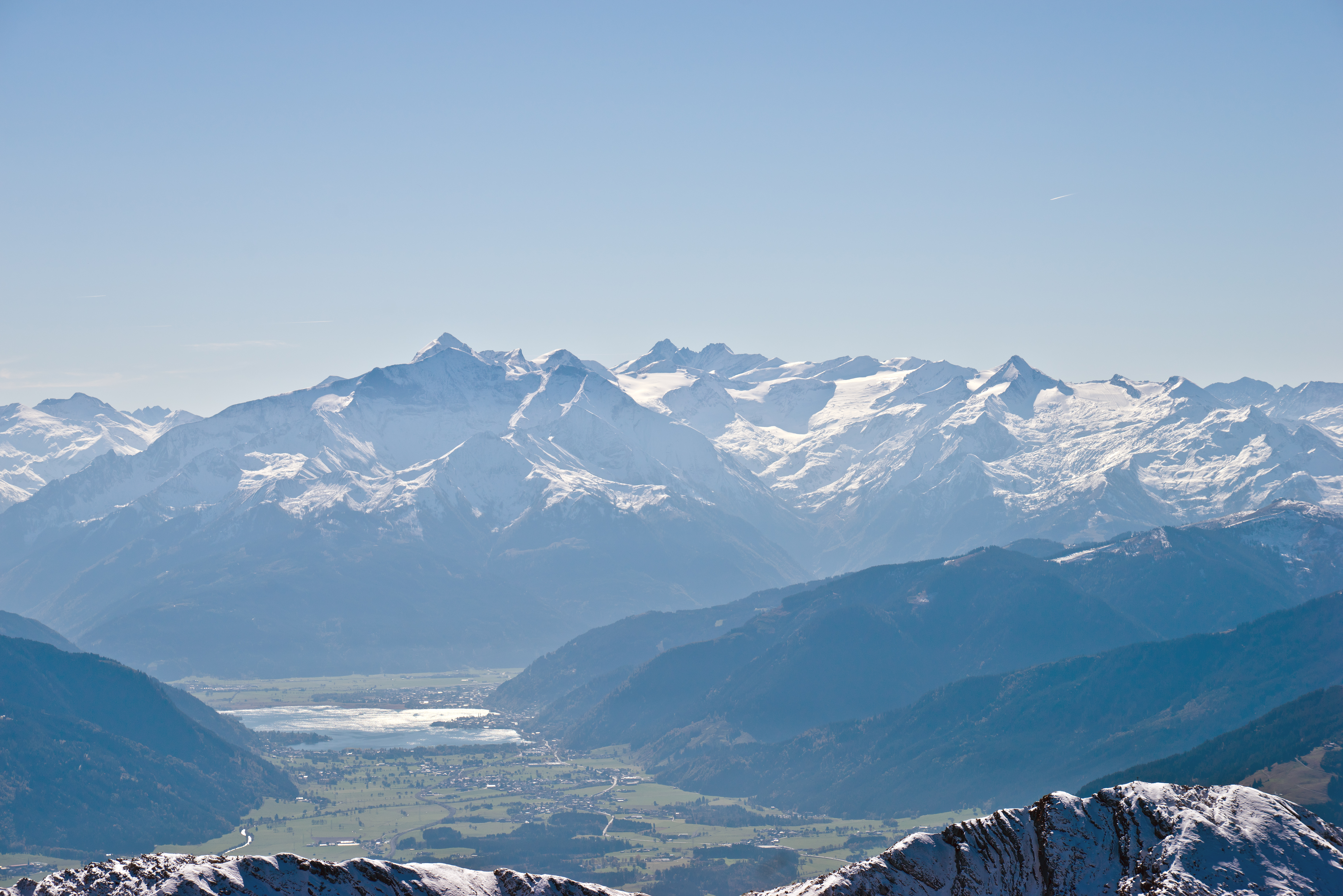
Richtung Süden zur Glocknergruppe und dem Zeller See
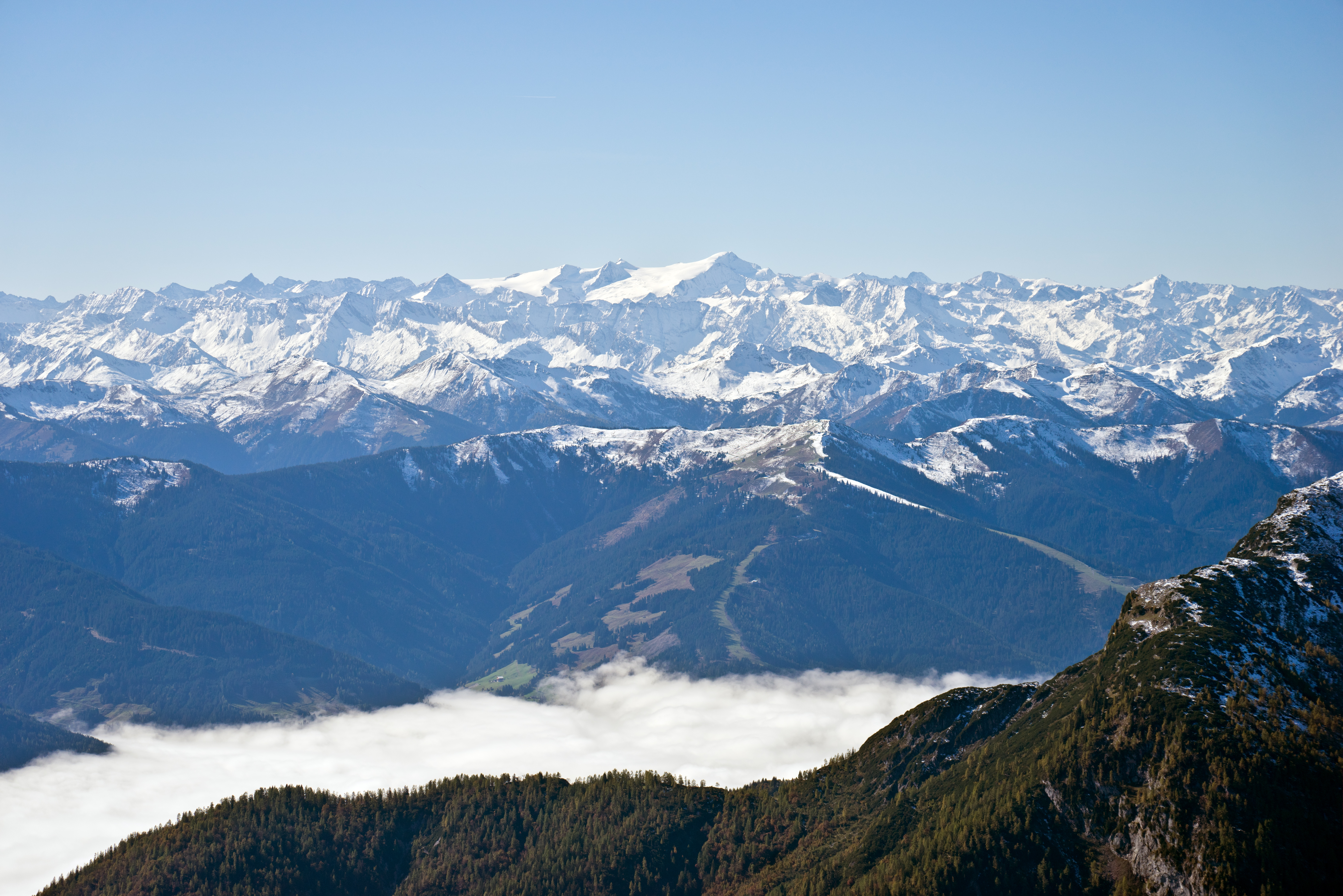
Richtung Südwesten zur Venedigergruppe
Richtung Westsüdwest zu den Leoganger Steinbergen